# Rossmann
Dirk Rossmann GmbH, comúnmente conocida como Rossmann, es la segunda cadena de droguerías más grande de Alemania con sede en Burgwedel,  Baja Sajonia. En Alemania, la cadena fundada por Dirk Rossmann en 1972 tiene 2055 droguerías con 30000 empleados. En todo el mundo hay 3800 tiendas Rossmann con 55000 empleados. Sus mercados de venta se encuentran en seis países europeos: Albania, Polonia, República Checa, Hungría, Turquía y España.

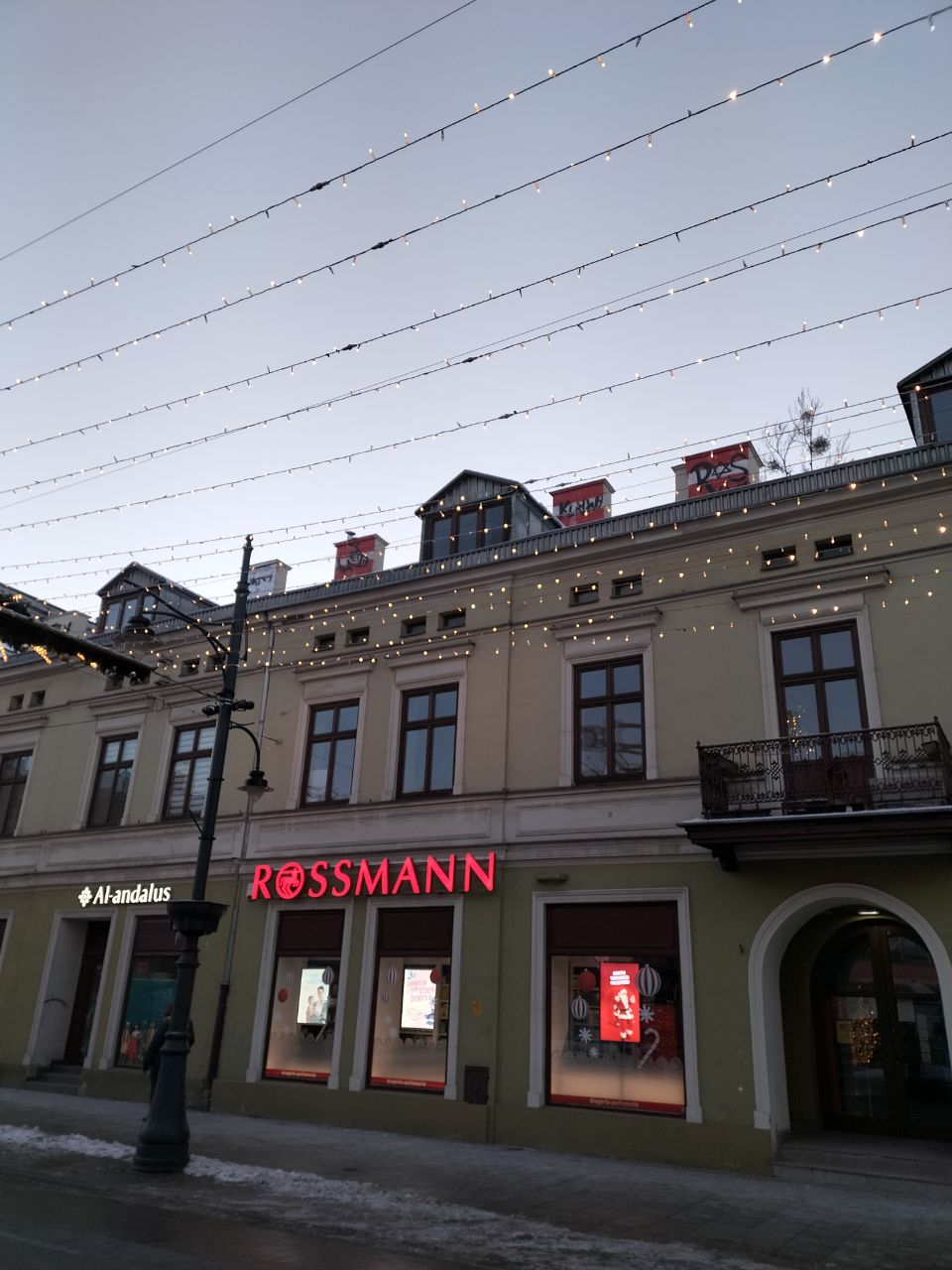